# Edouard Nazarov
Pour les articles homonymes, voir Nazarov.
Edouard Vassilievitch Nazarov (en russe : Эдуард Васильевич Наза́ров), né le 23 novembre 1941 à Moscou et mort le 14 septembre 2016 dans la même ville, est un directeur artistique et réalisateur de films d'animation soviétique puis russe.

## Biographie
Sorti de l'école d'art industriel Stroganov de Moscou, Edouard Nazarov commence sa carrière dans le cinéma d'animation en 1959, en tant qu'intervalliste. Il travaille ensuite comme assistant de Mikhaïl Tsekhanovski et Fiodor Khitrouk aux studios Soyouzmoultfilm et comme illustrateur des magazines Kvant (ru), Veselye kartinki (ru), Mourzilka, Khimiya i Zhizn (ru), Znanie sila (ru), Micha (ru).
Il assure la direction artistique pour Winnie l'ourson (1969) et Icare et les vieux sages (1976) de Fiodor Khitrouk,.
Il signe son premier court-métrage en tant que réalisateur avec L'Équilibre de la terreur (Равновесие страха) en 1973. Le véritable succès l'attend avec l'adaptation du conte populaire ukrainien Il était une fois un chien (1982)  qui parmi d'autres recompenses reçoit le 3e prix spécial du jury au Festival international du film d'animation d'Annecy en 1983.
Il cofonde en 1993, sa propre école d'animation Char (ШАР), avec Fiodor Khitrouk, Andreï Khrjanovski et Iouri Norstein.
Il présente l'émission télévisée Animation de A à Ya en 1996-1998, puis Le Monde d'animation et l'animation du monde de 1999 à 2001.
A partir du 2007, il est directeur artistique du studio d'animation Pilot, remplaçant à ce poste Alexander Tatarski.
Le 21 mars 2012, il est fait artiste du peuple de la fédération de Russie par le président Dmitri Medvedev.
Mort après une longue maladie à Moscou, Edouard Nazarov est enterré au cimetière Vagankovo.

## Filmographie
Réalisateur
- 1973 : L'Équilibre de la terreur (ru)
- 1982 : Il était une fois un chien (Жил-был пёс, Zhyl byl pios)
- 1983 : Le Voyage d'une fourmi (ru) (Путешествие муравья, Poutechestvie mouravia)

Chef décorateur
- 1969 : Winnie l'ourson (Винни-Пу, Winni-Poukh) de Fiodor Khitrouk
- 1976 : Icare et les Vieux Sages (Икар и мудрецы, Ikar i moudretsy) de Fiodor Khitrouk